# کربنیک اسید
کربنیک اسید (به انگلیسی: Carbonic acid) ترکیبی معدنی با فرمول H2CO3 و طبق طبقه‌بندی لوری و برونستد یک اسید ضعیف است که به‌طور ناقص و ضعیف دچار یونش می‌شود.
کربنیک اسید را می‌توان با افزودن مقداری HCL به ⁻CO3² بدست آورد در PH حدود ۳
علاوه بر آن در بدن از واکنش کربن دی‌اکسید و آب بدست می‌آید
همچنین کربنیک اسید از واکنش تعادلی دی‌اکسید کربن موجود در جَو با مولکول‌های آب گازی شکل نیز به صورت آب پوشیده به دست می‌آید.
با فرمول:
CO2(g)+H2O(g)⇌H2CO3(aq)
افزایش میزان کربنیک اسید در خون باعث کاهش PH خون می‌شود. این تغییر PH باعث تغییر در ساختار پروتئین‌ها می‌شود و می‌تواند عملکرد پروتئین‌ها را مختل کند و به این دلیل که بسیاری از فعالیت‌های یاخته را پروتئین‌ها برعهده دارند باعث اختلال در فعالیت‌های یاخته و بافت‌ها می‌شود. در واقع افزایش کربن دی‌اکسید خطرناک تر از کاهش اکسیژن است.